# Aranyér
Az aranyér (nodus haemorrhoidalis, hemorrhoid) a végbélnyálkahártya alatt található érköteg. A szabályos végbélműködéshez, a széklet tartásához, illetve a megfelelő székletürítési mechanizmushoz pótolhatatlan szerepe van ezen érhálózatnak, érpárnázottságnak. A végbél, illetve a végbélnyálkahártya finom ér- és ideghálózattal rendelkezik, szervezetünk egyik legérzékenyebb területe. Ha az érpárnát rögzítő kötőszövet megnyúlik, az érhálózat kitágul, az aranyeres párna lecsúszik, a végbélcsatornából előesik, aranyeres betegségről beszélünk.
A kialakult aranyérbetegség vissza nem fordítható, kezelés nélkül panaszokat okoz és ritkán súlyosabb szövődmények is kialakulhatnak. A végbéltáji panaszok esetén: nemcsak aranyérbetegség okozhat olyan tüneteket, hanem a nyálkahártya gyulladása, kifekélyesedése, a végbél jó- és rosszindulatú daganatai is. A végbélrák azonban korai szakaszban felfedezve gyógyítható betegség. Ezért nagyon fontos, hogy mielőbb rászánja magát a beteg az orvosi vizsgálatra. A vizsgálat – a végbéltükrözés – nem fájdalmas, percek alatt elvégezhető, és pontos, megnyugtató eredményt ad. Viszont általános tapasztalat az, hogy a betegek nem szívesen fordulnak végbéltáji panaszukkal az orvoshoz. Beszélni kell az orvossal a kellemetlen tünetekről, és meg kell mutatni a fájdalmas területet.
Az aranyérbetegség a leggyakoribb végbél környéki betegség. A fejlett országok felnőtt lakosságának közel 50%-ánál megtalálható valamilyen fokú aranyeres elváltozás, mely így népbetegségnek tekinthető.
Elhelyezkedésük szerint külső és belső aranyeres hálózatot különböztetünk meg. A belső aranyerek szakorvosi vizsgálat alkalmával igazolhatók könnyen, míg a külső aranyerek végbélnyílásnál tapintható és látható csomóként jelennek meg. Cél az eredeti állapot megtartása (prevenció), illetve kialakult betegség esetén az érpárna és a végbélnyálkahártya épségének kialakítása, a betegség megszüntetése.

## Az aranyereket kiváltó tényezők
Okok közül kiemelendő a veleszületett, örökletes tényezők (kötőszöveti gyengeség), fokozott hasüregi nyomásviszonyok (terhesség, szülés, székrekedés, nehéz súlyok emelése, bélürülési zavarok), illetve egyéb civilizációs ártalom, mint például elhízás, életmódbeli káros tényezők (mozgáshiány, tartós állás-ülés), helytelen táplálkozás (rostszegény étrend, csípős, fűszeres, zsíros ételek) és az alkohol, illetve a különböző stimuláns hatású narkotikumok fogyasztása, valamint a helytelen székelési szokások, reflexek.

## Az aranyeres betegség fő tünetei
- vérzés,
- fájdalom,
- kitüremkedés,
- előesés (prolapsus),
- viszketés,
- váladékozás,
- székelési nehezítettség

A tünetek felléphetnek egészen korai stádiumban is, de lehet, hogy előrehaladottabb fokozatnál sem észlel a beteg panaszt, így későn jut el orvoshoz. A korai felismerés (tünettel vagy anélkül) lehetővé teszi a kíméletes, ambuláns gyógyítást, míg későn felismert esetben sokszor már csak a műtét segít véglegesen.
A tünetek a napi normális életvitelt zavaró vagy akár lehetetlenné tévő kellemetlen panaszokká válhatnak.
A fent felsorolt tünetek az aranyér tünetei, de más, súlyosabb betegség hírnökei is lehetnek, ezért érdemes panaszok esetén orvoshoz fordulni.
Gyakori, hogy az aranyeres tüneteket más meglévő végbélbetegség okozza, az ilyenkor megkezdett aranyér elleni kezelés általában a tünetek fokozódásával jár.

### A tünetek magyarázata
A betegek panaszai közül a leggyakoribb az aranyerek vérzése, mely általában élénkpiros színű vérzésként jelentkezik, vagy a wc-papíron pecsételően vagy a wc-kagylóba csöppenve látszik. Az előesés (prolapsus) a székelési préselés során alakul ki és társul egy kellemetlen nyomásérzéssel, fájdalommal. III.-IV. fokban az aranyerek nem húzódnak vissza, és ennek hatására elégtelen lesz az érpárnázottság, mely miatt váladékozást, nyálkahártya irritáció miatti nedvedzést észlelünk. Ezen nedvek felmarják a végbél területet (perianalis regiót) és felelőssé tehetőek a perianalis irritációért vagy a viszketésért. A IV. fokban az erek megtöretődnek (strangulálódnak), elfolyásuk, kiürülésük lehetetlenné válik és heves, akut fájdalmat okoznak. Az esetek nagy részében a fájdalom hatására reflexes záróizomgörcs alakul ki. A vénás elfolyás akadályozottsága és az erek akut, gyulladt állapota kizáródáshoz (inkarcerációhoz) vezet, mely trombózist és elhalást eredményez. Ezek a tünetek kialakulhatnak vagy rosszabbodhatnak a terhesség alatt, a szülést követően, székrekedéses állapotban, jelentős testsúly ingadozás során (obesitas), illetve munkahelyi körülmények miatt (tartós állás/ülés).

## Az aranyeres betegség szövődményei
Súlyos szövődménye lehet az aranyeres csomók kizáródása, az ún. „aranyeres krízis” (fájdalom, duzzanat, gyulladt végbéltáji erek, hőemelkedés vagy láz, elesettség) kialakulása. Ilyen esetben sürgős proktológiai/sebészeti ellátás szükséges.
Gyakoribb szövődmény a vérzés. Első alkalommal - különösen, ha valaki nem tud létező aranyeréről, a végbélből származó vérzés felesleges rémületet is okozhat. Az esetek egy részében azonban végbéldaganat tünete is lehet, ezért az aranyér kezelést vagy műtétet megelőzően mindig végeznek végbéltükrözést/vastagbéltükrözést.
A gyakori vérezgetés következtében krónikus vérszegénység alakulhat ki.

## Az aranyeres betegek vizsgálata, diagnózisa
A vizsgálathoz előkészítés (beöntés, bélmosás, hashajtás) nem szükséges, székletürítés vizsgálat előtt javasolt. A vizsgálat előtti koplalás, illetve éhgyomri állapot nem szükséges.
A konzultáció a páciens kikérdezésével kezdődik. A következő kérdésekre mindenképpen számítani lehet:
- Rendszeres-e a széklete?
- Véres széklete volt-e már?
- Előfordult-e fájdalom székeléskor?
- Duzzanatot, csomót tapint-e?
- Viszketést, váladékozást, fogyást észlelt-e?
- Volt, van-e a családban rosszindulatú daganatos beteg?
- Panaszaival vizsgálták-e már korábban?
- Van-e egyéb betegsége, gyógyszerérzékenysége?
- Szed-e valamilyen gyógyszert, különös tekintettel a véralvadásgátlókra?

Érdemes a válaszokat előre átgondolni, a korábbi vizsgálati papírokat elhozni.
A proktológiai vizsgálatot a legkevésbé kellemetlen és a szemérmet legkevésbé bántó bal oldalfekvő helyzetben, a hashoz felhúzott térdekkel végzik. Nagyon fontos a vizsgálat és a kezelés alatt a testi-lelki ellazulás, ami a körülményeket tekintve sokszor igen nehéz. Ehhez segít talán hozzá a nyugodt környezet, a vizsgálószemélyzet türelme és megnyugtató viselkedése.
A vizsgálat minden esetben a végbéltájéki (perianalis) bőrterület megtekintésével kezdődik. A következő elváltozások ismerhetők fel e terület megtekintésekor: bőrkinövés (skin tag), fisszúra (=végbél repedés), fisztula (végbél sipoly), abscessus (tályog), külső aranyeres csomó, előeső belső aranyeres csomó, polip, (jó-) vagy rosszindulatú daganat.
Ez után következik az ujjal való végbélvizsgálat (rectalis digitalis vizsgálat, RDV), mikor is a végbél fájdalma, a fájdalmasság iránya, a záróizom feszessége, esetleges kinövések is vizsgálhatók. Nagy fájdalom esetén további vizsgálatot nem végeznek, a betegség állapotát csak rontja, a komplex vizsgálat egy későbbi időszakban folytatandó, addig tüneti kezelést alkalmaznak.
A végbéltükrözéskor (anoscopia során a végbél alsó 4-8 centiméterét, rectoscopia során a végbél alsó 12-16 cm-ét vizsgálják) lehet a normál érpárnázottságot (a bal oldalsó, a jobb elülső és a jobb hátsó régió (3, 7, 11 óra)), illetve az aranyerek állapotát rendesen megítélni. Az aranyerek nagyságát, súlyosságát, gyulladásos állapotát, illetve a vérzés intenzitását megítéli az orvos. Ilyen előkészülettel történik az aranyerek esetleges kezelése – gyűrűzése – is. Ha a panaszok és tünetek, a talált kép felveti más, súlyosabb betegség (például vastagbélrák) meglétét, úgy indokolt a további tükrözéses vastagbél vizsgálat (colonoscopia) elvégzése.
Fontos elkülöníteni a székeléstől független vagy székelés kapcsán jelentkező végbélvérzést, és gondolni kell colorectalis (vastagbél) rák előfordulásának lehetőségére, és annak kizárására (colonoscopia).

## Az aranyerek osztályozása
A beosztás az aranyeres csomóknak a nagyságát, és előesésének (prolapsus) súlyosságát osztályozza. Ez a besorolás nem tükrözi szükségszerűen a beteg panaszainak súlyosságát. 
- Az elsőfokú nodusok vérezhetnek, de nincsen egyáltalán prolapsus.
- A másodfoknál az aranyerek prolabálódnak nyomásfokozódás (székelés) esetén, de spontán visszahúzódnak.
- A harmadfokú aranyerek esetében a székeléskor előesett csomók csak manuális repositio (=ujjal való visszahelyezés) segítségével helyezhetőek vissza.
- A negyedfok a végső stádium, itt spontán előesett, esetleg kizáródott (incarcerált) aranyeres csomók vannak.

## Az aranyér kezelése
A kezelésnél figyelembe kell venni az aranyerek stádium beosztását, illetve a beteg panaszainak súlyosságát.

### Konzervatív kezelés
A konzervatív terápia első lépéseként a diétás és életmódbeli változtatásokat lehet kiemelni. A rostmennyiség bevitelének növelése és a kellő folyadékbevitel lágyítja a székletet, megelőzi a székrekedést, kialakítja a rendszeres székelést, ezáltal csökkenti a székelési prés alkalmazását. A fokozott rostbevitel kimutatottan csökkenti a székeléskor jelentkező aranyeres vérzést, illetve a székeléssel kapcsolatos diszkomfort érzés előfordulását belső aranyerekkel rendelkező betegeknél, de nem javít a prolapsus súlyosságán. A rostbevitel növelése a prolapsussal nem járó aranyerek esetében enyhíti a panaszokat, de kb. 6 hét kell az érezhető eredményig. Az életmódbeli változtatások magukban foglalják a rendszeres testmozgást, a testsúly optimalizálását, a rendszeres székelési szokások kialakítását. A gyakran előforduló, és általában nem tudatosult helytelen székelési szokások, reflexek hatására a széklet nem vagy csak nehezen képes nagyobb hasi nyomás nélkül kiürülni. A nagyobb fokú hasprés a nyomás áttevődésével az aranyeres párnák megduzzadásával, kitágulásával jár. Ennek megelőzése nagyban hozzájárul az aranyeres panaszok megelőzéséhez, csökkenéséhez, ezért a helyes székelési szokások, reflexek megtanulása, begyakorlása mind a megelőzés, mind a kezelés fontos részét kell képezzék. 
Számos készítmény áll rendelkezésre az aranyerek gyógyszeres kezelésére. A kúpok legtöbbször helyi fájdalomcsillapítókat, enyhe érösszehúzókat (astringens), vagy gyulladáscsökkentőket tartalmaznak. Ezen összetevők átmenetileg csökkentik a tüneteket, de mivel alapvetően nem befolyásolják az aranyerek kóros mechanizmusát, nem hatnak az analis érpárnázottságra. Tartós alkalmazása a végbél bőrének irritációját, ekcémát okozhat, illetve az összetevők rectalis felszívódása miatt szisztémás mellékhatások is jelentkezhetnek. A szájon át szedhető készítmények hatóanyagai a vénás tónust javítják, illetve gátolják a prosztaglandin felszabadulását. Ezen hatások jól kihasználhatók akut aranyeres krízisben, illetve a haemorroidectomiát követő másodlagos vérzés megelőzésére.

### Sürgősségi sebészi beavatkozások
Járóbeteg rendeléseken alkalmazható sebészi megoldások II., III. fokú nodusok esetében lehetségesek. Ezen kezelések fájdalommentesen elvégezhetők, mivel a kezelés lokalizációja a línea dentata (=érzőzóna) felett, fájdalom beidegzéssel nem rendelkező területen történik. Ha fáj a betegnek, akkor nem jó magasságban történik a beavatkozás. Leggyakrabban alkalmazott ambuláns kezelés az 1963-ban Barron által kifejlesztett technika, mely során anoscopián keresztül felkeresik az aranyerek eredését és egy speciális eszközzel gumigyűrűt helyeznek fel az érhalmazt ellátó érre (ligatio). A strangulált (=lekötött) erek napok alatt necrotizálnak (=elhalnak), majd lelökődnek. Alapjuk ezt követően behámosodik.
A három típusos lokalizáció közül csak egy vagy két irányt kezelik egy alkalommal és minimum 2 hét gyógyulási időszakot követően ligálják a többi érhalmazt. A kezelés során kialakulhatnak szövődmények az enyhébbtől egészen a nagyon súlyosig. Haemorroidealis thrombosis, gyűrű dispositio, enyhe vérzés, végbél nyálkahártya fekély, tartós diszkomfort érzés tekinthető enyhébbnek. Súlyosnak minősített már a vizelet retenció, heves rectalis (végbél) vérzés, kismedencei szepszis (gyulladás), perianalis abscessus (tályogképződés). Ezek előfordulása ritka.
Az ambuláns eljárások közé sorolható még az injekciós scleroterápia, cryotherápia, infravörös fotocoagulatio, illetve a Doppler vezérelt artéria aláöltés.
A III.-IV. fokú aranyereket ambulánsan kezelni nem hatásos, illetve veszélyes. Ebben az esetben egynapos sebészeti beavatkozásként alkalmazzák a hagyományos, vagy  a fájdalommentes, de drágább modern műtétet (LONGO/HAL-RAR).

### Hagyományos műtéti megoldás
A műtéti megoldás mellett döntenek III.-IV. fokú belső és a belsővel együtt kialakult külső aranyerek esetében, illetve a korábbiakban említett metódusok hatástalansága, tartós panaszok fennállása esetén.
Általános megítélési elv, hogy a hagyományos (nyitott és zárt) haemorrhoidectomiák jelentős mértékben érintik az anoderma (végbél) érző területét, emiatt komoly fájdalommal járnak a műtétet követően, illetve a műtét későbbiekben befolyásolhatja a széklettartási képességet, vagy hibás műtéti technika, többszöri aranyérműtét esetén, ritkán tartós stenosist (szűkületet) okozhat. Közintézményekben leggyakrabban választott eljárás. 
Európában a Milligan-Morgan szerinti nyitott aranyérműtét terjedt el leginkább, melyet 1937-ben vezettek be a gyakorlatba. Ennél a műtéttípusnál a bőr és nyálkahártya bemetszést követően lepreparálják az aranyeres halmazt az analis sphincter (végbélzáró) izomzatról, a tápláló eret lekötik, és a sebet nyitva hagyják, hogy későbbiekben sarjadjon magától. A sebfelszínek között nyálkahártya- és bőrhidakat kell hagyni, hogy a gyógyulás oldalról történhessen.
A műtét átlagos időtartama 40 perc; leggyakrabban gerincvelői érzéstelenítésben, ritkábban altatásban végzik.
Általában a beteg aznap vagy a műtét másnapján hazaengedhető.

### Longo szerinti aranyérműtét
Az előrehaladott, prolapsussal járó, III.-IV. fokú aranyerek sebészetében új fejezetet nyitott meg Antonio Longo, palermói sebész 1993-ban, amikor bemutatta azt az új technikát, melyet a modern gyógyászatban alkalmaznak.
A műtéthez egy körkörös bélvarrógépet (PPH gép) használnak. Egy dupla titán kapocssor és körkörös penge segítségével a végbél csatornából egy nyálkahártya hengert metszenek ki (circularis mucosectomia) és egy varratsort hoznak létre a szövetek egyesítésére. Ezzel elérik, hogy az előesés szűnik, a nodusok (aranyerek) visszahúzódnak, javul a vénás kiáramlás, kiürülnek a véredények. Az aranyereket tápláló verőereket megszakítja, ezzel elsorvasztva a bennmaradt ereket.
A műtét során az érző bőrterület nem érintett, illetve bőrsebzés nem történik, így a műtét utáni fájdalom minimális, a kórházi elbocsátás, illetve a munkaképesség visszanyerése rövid időn belül megtörténik (financiális és szociális biztonság).
A műtétet általános, vagy gerincvelői érzéstelenítésben végzik, várható időtartama 20 perc. Előfordulhat végbél körüli véraláfutás, a külső aranyerek és a kis bőr függelékek vizenyője, duzzanata, gyulladása.
A műtétet követő héten, a panaszok enyhülésével a fizikai terhelés lassan fokozható, de erős fizikai igénybevétel, sportolás, tartós ülés, préselés nem megengedett. A megszokott diéta rostos táplálékokkal való kiegészítése, bő folyadékbevitel javasolt. A műtétnek ritkán vannak gyulladásos szövődményei, melyek oka baktériumoknak a mélyebb szövetekbe való jutása, tályogképződés. Ennek megelőzésére antibiotikumot adnak.
A műtét hátránya, hogy az egyszer használatos varrógép miatt a hagyományos műtéthez képest drágább.

### DG-HAL-RAR műtét
Relatíve új módszer az aranyér kezelésben a Doppler vezérelt (Doppler Guided) aranyér verőér lekötés (Haemorrhoid Artery Ligation) melyet kiegészíthet a nyálkahártya felhúzása (Recto Anal Repair). A módszer a járóbeteg eljárások (gumigyűrűs lekötés, infravörös koaguláció, szklerotizálás) és az invazívabb műtétek (nyitott vagy zárt aranyér műtétek, Longo-műtét) között helyezkedik el a választható megoldások skáláján. A DG-HAL (+RAR) minimálisan invazív technikának mondható.
A beavatkozást először 2000-ben alkalmazták és azóta több fejlesztésen ment keresztül a berendezés. Lényege egy végbél tükörbe épített Doppler ultrahang szonda, melynek segítségével a sebész felkeresi az aranyér-párnához fentről érkező
verőeret. A tükör oldalán lévő ablak lehetővé teszi a verőér aláöltését, majd lekötését. Bár általában három fő irányban helyezkednek el az aranyér párnák, általában minimum hat, de akár több verőeret is lehet detektálni. A sebész ezután további öltésekkel felvarrhatja a megereszkedett nyálkahártyát, ezzel növelve a műtét hatásfokát. A gyári eszközök mellett használatosak saját fejlesztésű, egyszerűbb eszközök, melyek általában egy félig nyitott végbéltükörből és egy hordozható Doppler készülékből állnak. 
A műtétet általános vagy gerinc közeli érzéstelenítésben végzik. Az átlagos műtéti idő 20 perc. A beteg a műtét után néhány órával távozhat a kórházból vagy egynapos sebészeti intézményből. A műtét után a páciens nem igényel erős érzéstelenítőt, saját lábán távozhat, felügyeletet nem igényel. A szövődmények igen ritkák: a vérzés, gyulladásos szövődmény előfordulása 1% alatt van. A kiújulás aránya magasabb, mint a hagyományos műtétek esetén, de alacsonyabb, mint az ambuláns eljárásoknál. A hosszútávú eredményesség 90% feletti.
A műtét hátránya, hogy hagyományos haemorrhoidectomiához képest drágább.